# István Károlyi

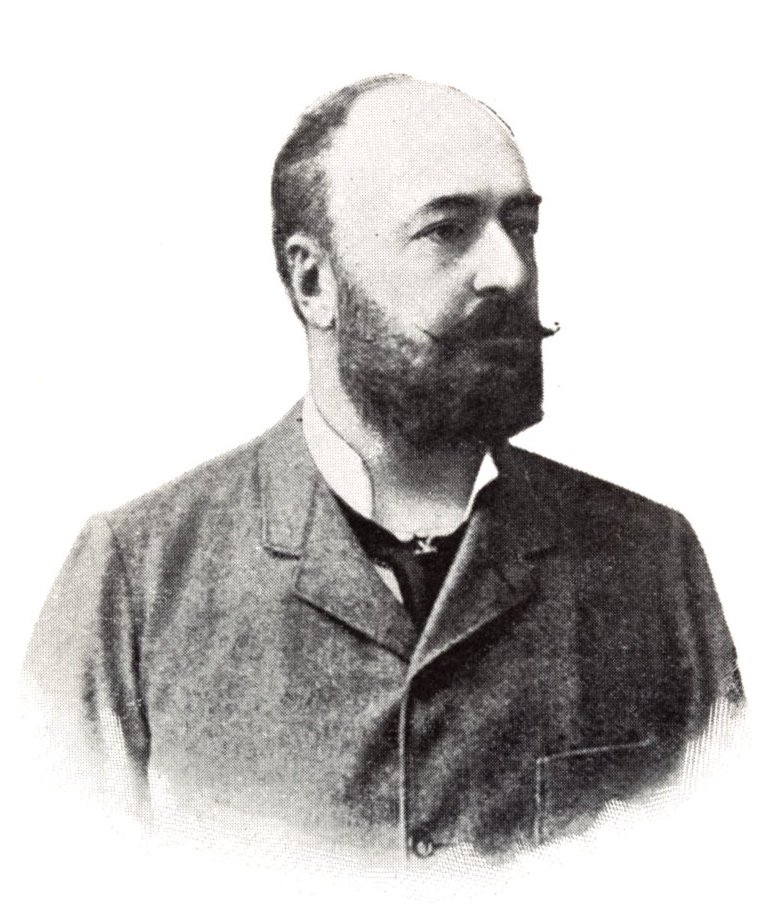
István Károlyi (1905)

István Graf Károlyi von Nagykároly (* 3. Februar 1845 in Pest; † 31. Juli 1907 in Nagykároly, Komitat Szatmár) war ein ungarischer Politiker.

## Leben
Károlyi wurde als Sohn des Obersthofmeisters György Károlyi und Karolina Zichy in eine alte ungarische Adelsfamilie geboren. 1865 ging er nach Florenz, wo in Folge der Niederschlagung des Ungarischen Unabhängigkeitskriegs im Jahr 1849 viele ungarische Emigranten lebten. Während des Deutschen Kriegs trat er 1866 in die Ungarische Legion ein, die auf der Seite Preußens stand, und war zusammen mit seinem Bruder Tibor Adjutant von György Klapka, dem Befehlshaber der Legion. Nach Ausgang des Kriegs führten er und sein Bruder die heimkehrenden Ungarn an, wurden jedoch an der Grenze inhaftiert. Das Einschreiten Otto von Bismarcks bewahrte sie vor der Verurteilung durch ein Militärgericht. 
Anschließend lebte István Karolyi bis 1867 in Paris und kehrte erst nach dem Österreichisch-Ungarischen Ausgleich in seine Heimat zurück, wo er die Bewirtschaftung der Familiengüter in Nagykároly übernahm. Er beteiligte sich fortan auch am politischen Leben des Landes und war von 1872 bis 1875 Schriftführer im Magnatenhaus. Ab 1892 war er Reichstagsabgeordneter für den Wahlbezirk Nagykároly und wurde bei den Wahlen 1896, 1905 und 1906 wiedergewählt.

## Familie
1869 heiratete Károlyi Margit Csekonics (1848–1936). Aus der Ehe gingen zwei Kinder hervor:
- Graf György Leó Károly István Károlyi (1871–1954); verheiratet mit Barbara Frank (1873–1954)
- Gräfin Melinda Ágota Jozefa Julianna Karolina Károlyi (1872–1955); verheiratet mit Gyula Károlyi (1871–1947)